# Victor Nordling
Ernst Victor Nordling, född 25 april 1832 i Stockholm, död 25 januari 1898 i Uppsala, var en svensk rättslärd, bror till Johan Teodor Nordling.
Nordling blev 1849 student vid Uppsala universitet och 1856 juris utriusque kandidat. År 1859 förordnades han till docent i svensk civilrätt och romersk rätt vid Uppsala universitet, utnämndes samma år av Svea hovrätt till vice häradshövding samt befordrades i slutet av året till adjunkt i romersk rätt och svensk allmän lagfarenhet vid nämnda universitet. År 1867 blev Nordling professor där i romersk rätt, juridisk encyklopedi och rättshistoria, men erhöll 1868 på begäran förflyttning till den genom Knut Olivecronas utnämning till justitieråd lediga professuren i svensk civilrätt. Vid Lunds universitets jubelfest 1868 kreerades han till juris utriusque doktor samt promoverades till filosofie hedersdoktor vid jubelfesten i Uppsala 1893.
Hans främsta skrifter är Om servituter enligt svensk lag (1859; andra upplagan 1868), Om remedia juris enligt svensk lag (i Uppsala universitets årsskrift 1863 och separattryck), Om res fungibiles och dermed sammanhängande ämnen (ibid. 1867 och separattryck; andra upplagan 1877), Om präskription enligt svensk allmän förmögenhetsrätt (ibid. 1877), De nye lagfarts- och inteckningslagarne med tillhörande författningar utlagda (jubelfestskrift 1877; andra upplagan 1888) samt Förhandlingen om rätt i förmögenhetsrättsliga saker och bevisbördans fördelning mellan stridiga parter (1886). Juridiska föreningen i Uppsala utgav tid efter annan samt delvis i nya översedda upplagor omfattande "Anteckningar efter professor E.V. Nordlings föreläsningar" (över ärvdabalken, om boskillnad och behandlingen av dödsbo samt över svenska civilrättens "allmänna del").
Nordlings författarskap utmärks av en sann uppfattning av det praktiska livets behov. Rätten fick enligt hans mening aldrig utgöra en tvångströja på samhället, utan borde smidigt foga sig efter samhällslivets olika skiftningar. Vid sin tolkning av gällande rätt lämnade han ofta värdefulla bidrag till lagstiftningsarbetet. Hans inflytande på praxis och lagstiftning har också varit betydande.